# Eugen Polanski
Eugen Polanski (Sosnowiec, 17 maart 1986) is een voormalig Pools-Duits voetballer die bij voorkeur als defensieve middenvelder speelde. Hij verruilde in januari 2013 Mainz 05 voor 1899 Hoffenheim. Polanski debuteerde in 2011 in het Pools voetbalelftal.

## Clubcarrière
Polanski verhuisde als kind van Polen naar Duitsland. Daar begon hij als vijfjarige met voetballen bij Borussia Mönchengladbach. In het seizoen 2004-2005 maakte hij zijn debuut in het eerste team van de club, in de Bundesliga. Deze wedstrijd werd met 2-0 verloren van Werder Bremen.
Op 15 november 2005 scoorde Polanski in een thuiswedstrijd tegen Bayer 04 Leverkusen, waarin 1-1 de eindstand zou zijn. Na deze wedstrijd zou Polanski nog twee seizoenen met regelmaat spelen. Echter, de club promoveerde het daaropvolgende seizoen waardoor hij uiteindelijk maar 9 wedstrijden heeft gespeeld.
Nadat zijn contract bij Borussia Mönchengladbach verliep, stemde Polanski in om de overstap te maken naar de Spaanse Primera División club Getafe CF. In zijn eerste seizoen bij Getafe eindige de club maar 1 plek boven de degradatiezone. Daarnaast was hij vaak de eerste keus samen met middenvelder Javier Casquero.
Op 12 juni 2009 werd Polanski voor een jaar uitgeleend aan 1. FSV Mainz 05. In september 2009 werd de deal met een jaar verlengd, omdat Polanski door een harnekkige voetblessure tot dan toe nog niet in staat bleek om ook maar een wedstrijd voor de Mainzer club te spelen. Uiteindelijk bereikten beide clubs een akkoord voor een definitieve transfer naar 1. FSV Mainz 05 begin november 2010. Polanski werd in januari 2013 ingelijfd door 1899 Hoffenheim, dat drie miljoen euro voor hem op tafel legde.

## Statistieken
| Seizoen         | Club                     | Competitie       | Competitie | Competitie | Beker | Beker | Europa | Europa | Totaal | Totaal |
| Seizoen         | Club                     | Competitie       | Wed.       | Dlp.       | Wed.  | Dlp.  | Wed.   | Dlp.   | Wed.   | Dlp.   |
| --------------- | ------------------------ | ---------------- | ---------- | ---------- | ----- | ----- | ------ | ------ | ------ | ------ |
| 2005-2006       | Borussia Mönchengladbach | Bundesliga       | 21         | 1          | 0     | 0     | 0      | 0      | 21     | 1      |
| 2006-2007       | Borussia Mönchengladbach | Bundesliga       | 22         | 0          | 0     | 0     | 0      | 0      | 22     | 0      |
| 2007-2008       | Borussia Mönchengladbach | 2. Bundesliga    | 10         | 0          | 0     | 0     | 0      | 0      | 10     | 0      |
| 2008-2009       | Getafe CF                | Primera División | 26         | 0          | 0     | 0     | 0      | 0      | 26     | 0      |
| 2009-2010       | → 1. FSV Mainz 05        | Bundesliga       | 21         | 1          | 0     | 0     | 0      | 0      | 21     | 1      |
| 2010-2011       | 1. FSV Mainz 05          | Bundesliga       | 28         | 0          | 1     | 0     | 0      | 0      | 29     | 0      |
| 2011-2012       | 1. FSV Mainz 05          | Bundesliga       | 26         | 3          | 0     | 0     | 2      | 0      | 28     | 3      |
| 2012-2013       | 1. FSV Mainz 05          | Bundesliga       | 12         | 0          | 1     | 0     | 0      | 0      | 13     | 0      |
| 2012-2013       | TSG 1899 Hoffenheim      | Bundesliga       | 11         | 0          | 0     | 0     | 0      | 0      | 11     | 0      |
| 2013-2014       | TSG 1899 Hoffenheim      | Bundesliga       | 32         | 3          | 4     | 0     | 0      | 0      | 36     | 3      |
| 2014-2015       | TSG 1899 Hoffenheim      | Bundesliga       | 30         | 5          | 3     | 1     | 0      | 0      | 33     | 6      |
| 2015-2016       | TSG 1899 Hoffenheim      | Bundesliga       | 27         | 1          | 0     | 0     | 0      | 0      | 27     | 1      |
| 2016-2017       | TSG 1899 Hoffenheim      | Bundesliga       | 14         | 0          | 0     | 0     | 0      | 0      | 14     | 0      |
| 2017-2018       | TSG 1899 Hoffenheim      | Bundesliga       | 9          | 0          | 1     | 0     | 4      | 0      | 14     | 0      |
| Carrière totaal | Carrière totaal          | Carrière totaal  | 289        | 14         | 10    | 1     | 6      | 0      | 305    | 15     |

## Interlandcarrière
Polanski maakte deel uit van het voetbalteam van Duitsland onder 21 jaar op het Europees kampioenschap voetbal onder 21 - 2006, waarop hij met een afstandsschot een doelpunt maakte tegen Servië en Montenegro -21. Zijn vorm tijdens dat toernooi trok de aandacht van voormalig UEFA Champions League finalist AS Monaco. Het bod werd vrijwel meteen afgewezen door Borussia Mönchengladbach.
In mei 2011 maakte hij bekend dat hij van plan was om voor Polen te gaan spelen. Op 16 juli dat jaar werd hij door coach Franciszek Smuda opgeroepen voor een vriendschappelijke wedstrijd tegen Georgië, die plaatsvond op 10 augustus.
Daarnaast maakte Polanski deel uit van de selectie bij het Europees kampioenschap voetbal 2012, dat Polen samen met Oekraïne organiseerde.

## Erelijst
| Kampioen 2. Bundesliga | 1× | 2007/08 |